# St.-Victor-Kirche (Victorbur)

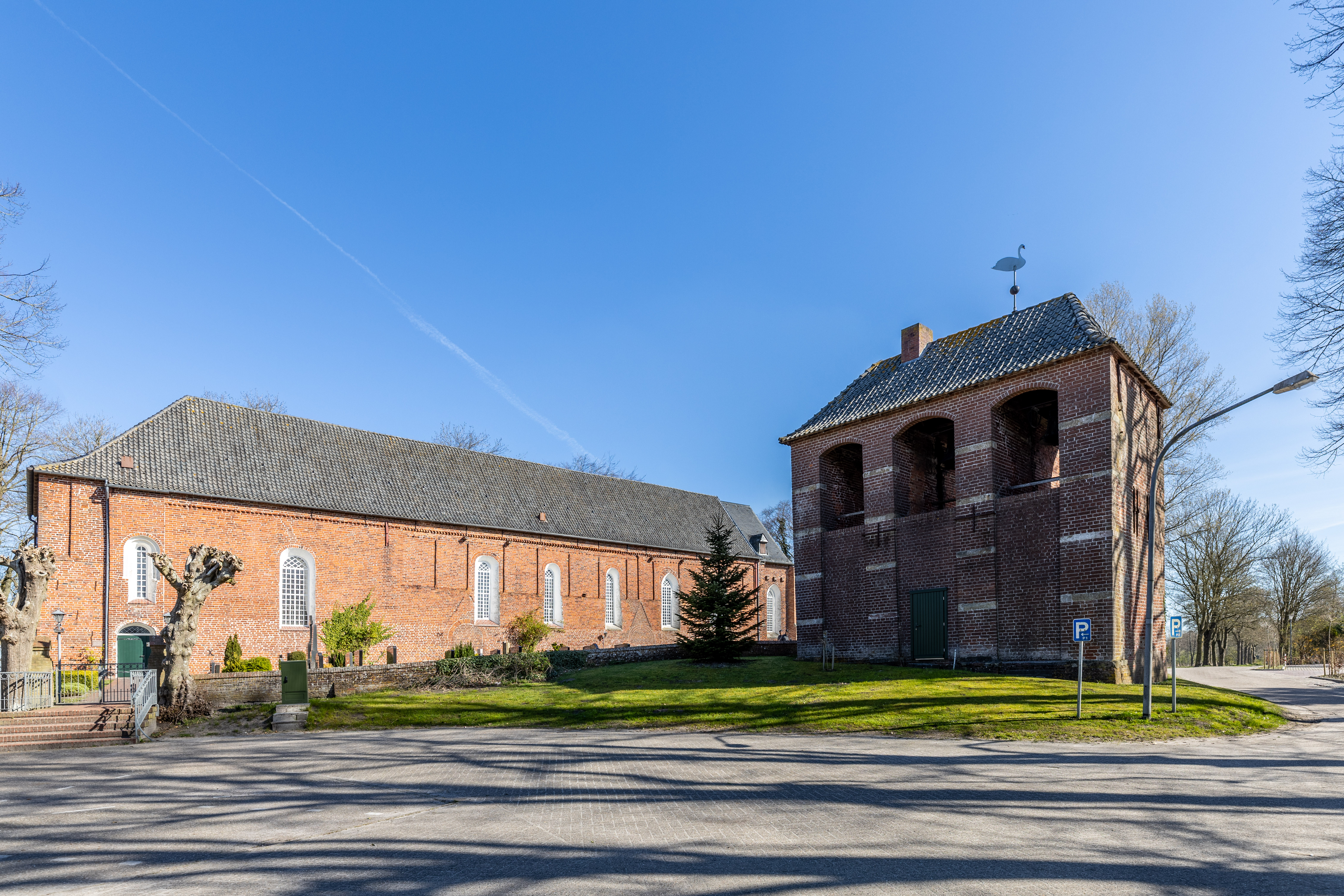
St. Victor in Victorbur

Die St.-Victor-Kirche ist eine evangelisch-lutherische Gemeindekirche im Westen des Dorfes Victorbur, eines Ortsteils der Gemeinde Südbrookmerland in Ostfriesland. Sie ist nach dem Märtyrer Viktor von Xanten benannt.
An Stelle des heute noch existierenden Kirchenbaus gab es mindestens zwei Vorgängerbauten aus Holz. Bis 1250 wurde dann die heutige Backsteinkirche als chorlose Apsidensaalkirche (einfacher Kirchenbau mit halbrundem bzw. halbkreisförmigem Altarraum) im Stil der Romanik errichtet.
Schon in den Brookmer Willküren (um 1280) wird der Ort Victoris hove genannt. Der Kirchenbezirk gehörte zu den vier befriedeten Rechtsräumen des Brokmer- und Auricherlandes, innerhalb deren jede Straftat mit einer dreifach hohen Buße belegt war.

## Geschichte
Auf der Kirchwarft gab es mindestens zwei Vorgängerbauten aus Holz, von denen mindestens eine einem Brand zum Opfer fiel. Diese wurden im 11. bis 12. Jahrhundert nacheinander an einem uralten Verkehrsknotenpunkt zwischen dem Brokmerland, dem Emsigerland und Östringen errichtet. Bei Ausgrabungen, die 1965 im Rahmen einer Renovierung vorgenommen wurden, wurden in der Kirche zwei Estrichfußböden der Vorgängerbauten entdeckt, die übereinander lagen. Daneben wurden Kopfbedeckung und Schuhe eines dort beerdigten Mannes sowie Sargdeckel gefunden, die aus dem Mittelalter stammen. In dieser Zeit war der Kirchbezirk St. Victoris-Hofe laut Brokmerbrief einer der vier befriedeten Rechtsräume des Brokmer- und Auricherlandes, innerhalb deren jede Übeltat mit einer dreifach hohen Buße belegt war. Ursprünglich lag der Kirchbezirk etwa einen halben Kilometer von der Bauerschaft entfernt und war von Mauern und Gräben umzogen.
Nach dem Brand der letzten Holzkirche begannen dann die Bewohner von Theene, Uthwerdum und Victorbur um 1220, mit gebrannten Backsteinen einen dauerhaften Kirchenbau in Ost-West-Richtung zu errichten, die dem Schutzpatron des Ortes, Victor von Xanten, geweiht wurde. Dieser erste Bauabschnitt war um 1250 abgeschlossen. Ursprünglich entsprach sie dem Typ eines einräumigen, langgestreckten romanischen Kirchenraumes mit Hochfenster und Flachdecke, wie er zu dieser Zeit in der Region üblich war. Hinzu kam ca. 16 Meter westlich von der Westmauer ein wuchtiger freistehender Kirchturm, der mit denen der Kirchen von Marienhafe und Osteel vergleichbar war. Ob dieser im Anschluss an den ersten Bauabschnitt oder erst zu Beginn des 14. Jahrhunderts errichtet wurde, ist unklar. Sicher ist hingegen, dass er bis 1400 fertiggestellt war. Kurz darauf wurde das Kirchenschiff um ein Gewölbejoch mit einem Fenster nach Westen erweitert und so mit dem Turm verbunden.

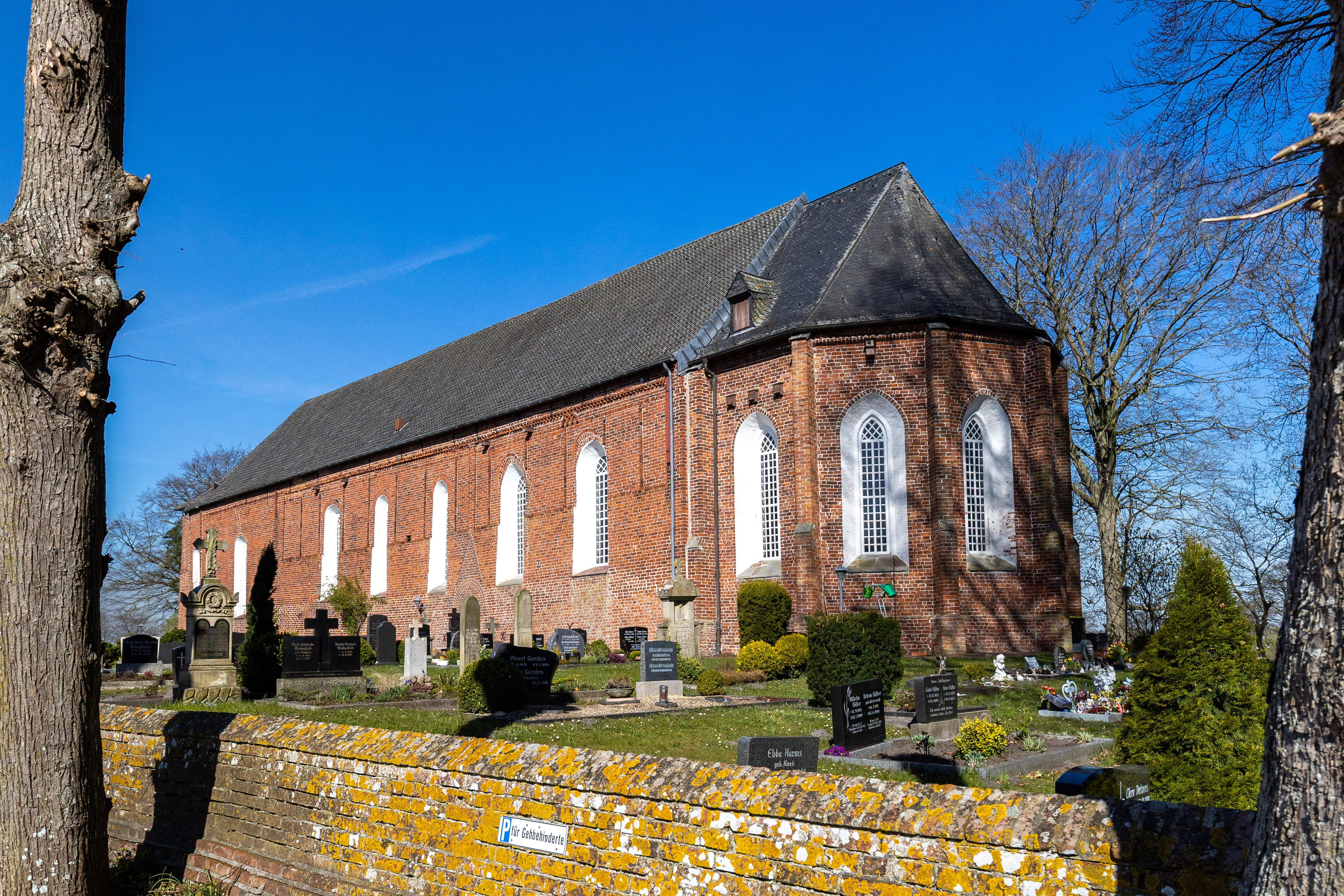
Kirchenschiff mit Choranbau

Im 15. Jahrhundert ersetzte man die halbrunde Apsis durch einen spätgotischen Chorbau mit hohen Fenstern, einem Rippengewölbe und schlanken Strebepfeilern. Man erneuerte ein früheres Gewölbe an der Westseite und verstärkte die Mauern auf die Dicke von 1,80 Metern.
Kurz vor der Reformation gab es fünf Altäre im Kirchenschiff. Sie wurden um 1500 von zwei Priestern und einem Kaplan bedient.
1530 hielt die Reformation mit dem Lutherschüler Johannes Radiker Einzug in Victorbur und das Gotteshaus wurde im Laufe der Jahre zur heutigen evangelischen Kirche umgestaltet.
Während des dreißigjährigen Krieges wurde die Kirche 1624 durch Truppen des Feldherren Peter Ernst II. von Mansfeld verheert. Der Kirchturm wurde dabei und später nochmals während der Weihnachtsflut 1717 so stark beschädigt, dass er 1837 endgültig abgerissen werden musste. Von ihm ist heute nur noch der untere Teil seiner Ostmauer als Westmauer der Kirche erhalten. Als Ersatz wurde 1873 südlich der Südmauer der heutige Glockenturm errichtet.
Im 18. und 19. Jahrhundert wurde der Innenraum mehrfach umfassend renoviert und umgestaltet.

## Beschreibung

### Äußeres

#### Kirchenbau

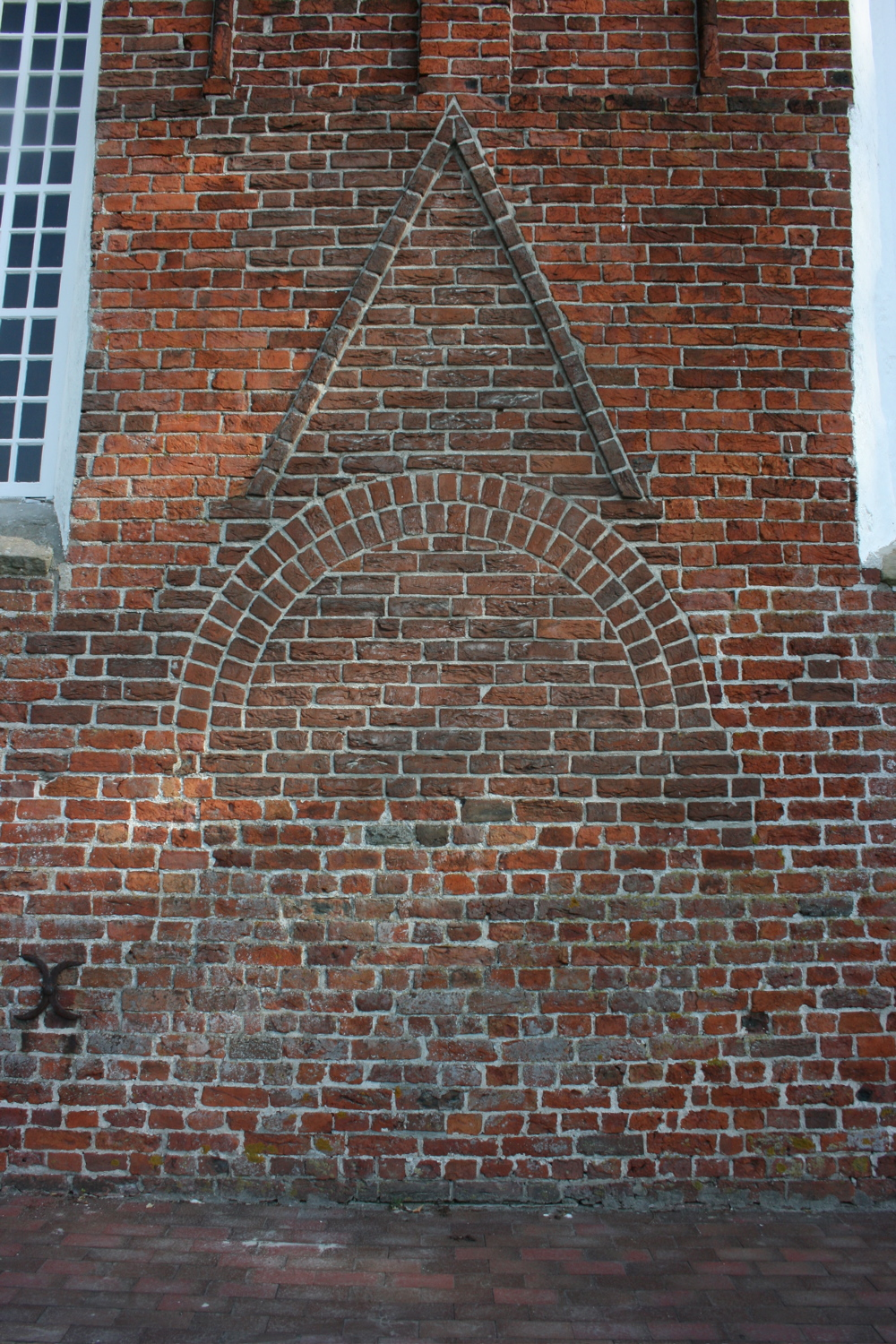
Reste lombardisch beeinflusster Formen

Der bis 1250 im Stil der Backsteinromanik erbaute einschiffige Bau ist eine chorlose Apsidensaalkirche. In ihrer Architektur finden sich Einflüsse aus Backsteinbauten der Region um Verden, aus Schleswig-Holstein und noch weiter östlich liegenden Gebieten, die wiederum von Kirchenbauten aus der Lombardei beeinflusst waren. Die romanische Kirche wurde mehrfach verändert. So finden sich in Victorbur nur noch an der Nordwand die romanischen Rundbogenfenster, ein Bogenfries und Reste lombardisch beeinflusster Formen, wie etwa sichelförmige Zierbögen über den Fensterstürzen.
Das Kirchenschiff mit einem Grundriss von 51,7 × 11,4 Metern und abgewalmtem Ziegeldach besitzt an seinem westlichen Ende ein Joch, das einen besonderen Abschnitt in dem ansonsten flachgedeckten Raum bildet. Den ältesten Bauabschnitt bildet der Mittelbau. Die ungegliederten Seitenwände sowie die gotischen Langfenster deuten auf eine spätere Bauperiode hin.

#### Kirchturm

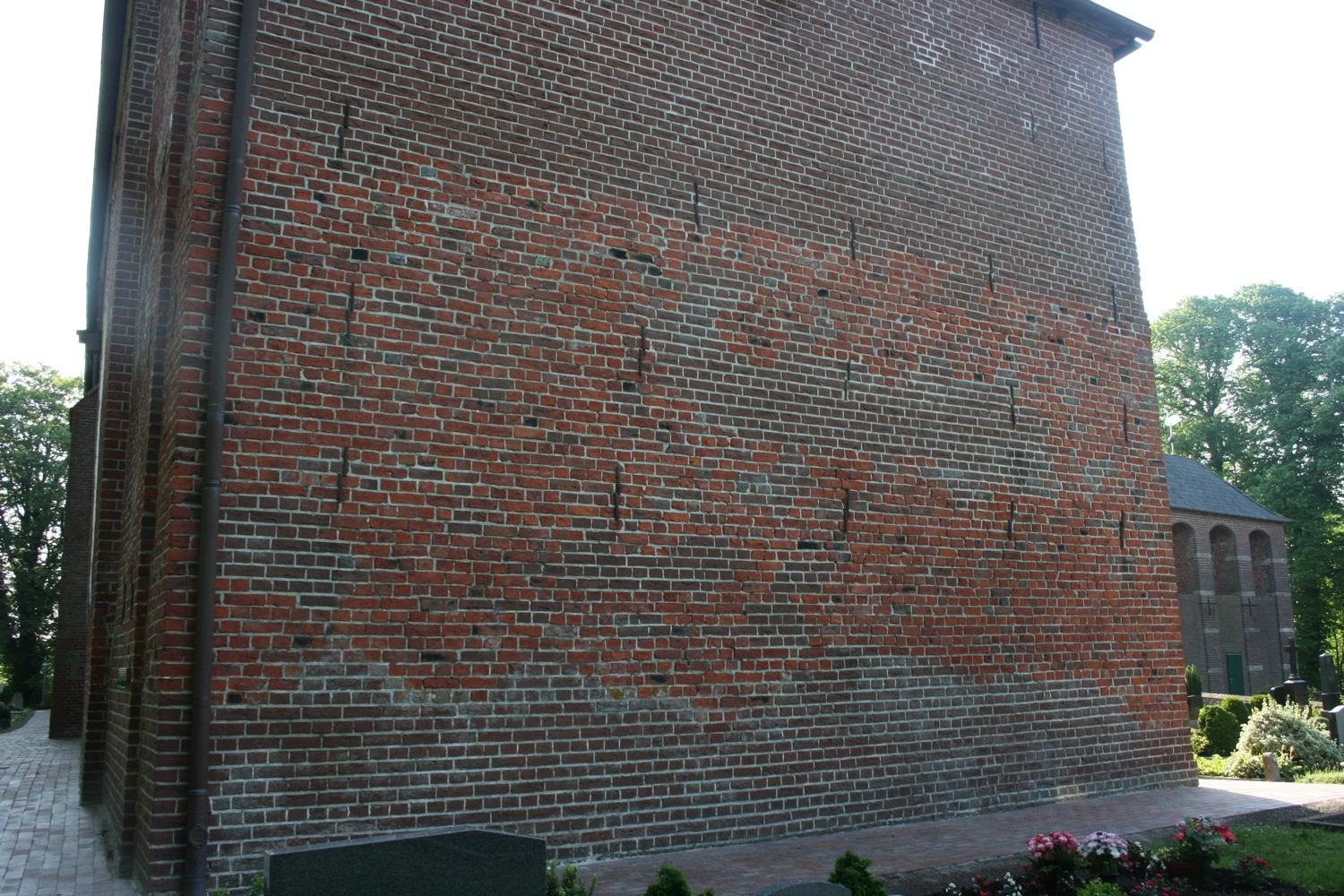
Relikte des alten Kirchturms

Westlich des Schiffs befindet sich ein freistehender Kirchturm, der niedriger ist als der Kirchenbau, und dessen Mauern zwei bis vier Meter dick sind. Er wurde 1873 als Ersatz für einen ursprünglich näher bei der Kirche stehenden Turm errichtet, der im Dreißigjährigen Krieg so schwer beschädigt wurde, dass er abgerissen werden musste. Der heutige Kirchturm wurde aus vier Parallelmauern für drei Glocken und Segmentbögen unter der Traufe errichtet. Der Schwan auf dem Dach des Turms entspringt einer lutherischen Tradition an der Küste. Sie geht zurück auf die Legende um den tschechischen Reformator Johannes Hus (Hus bedeutet tschechisch Gans). Er wurde 1415 auf dem Konzil zu Konstanz zum Tode verurteilt. Vor seiner Verbrennung als Ketzer soll er geäußert haben: „Heute bratet ihr eine Gans, aber aus der Asche wird ein Schwan entstehen“. Später brachte man dies mit Luther in Zusammenhang und machte deshalb den Schwan zu dessen Symbol.

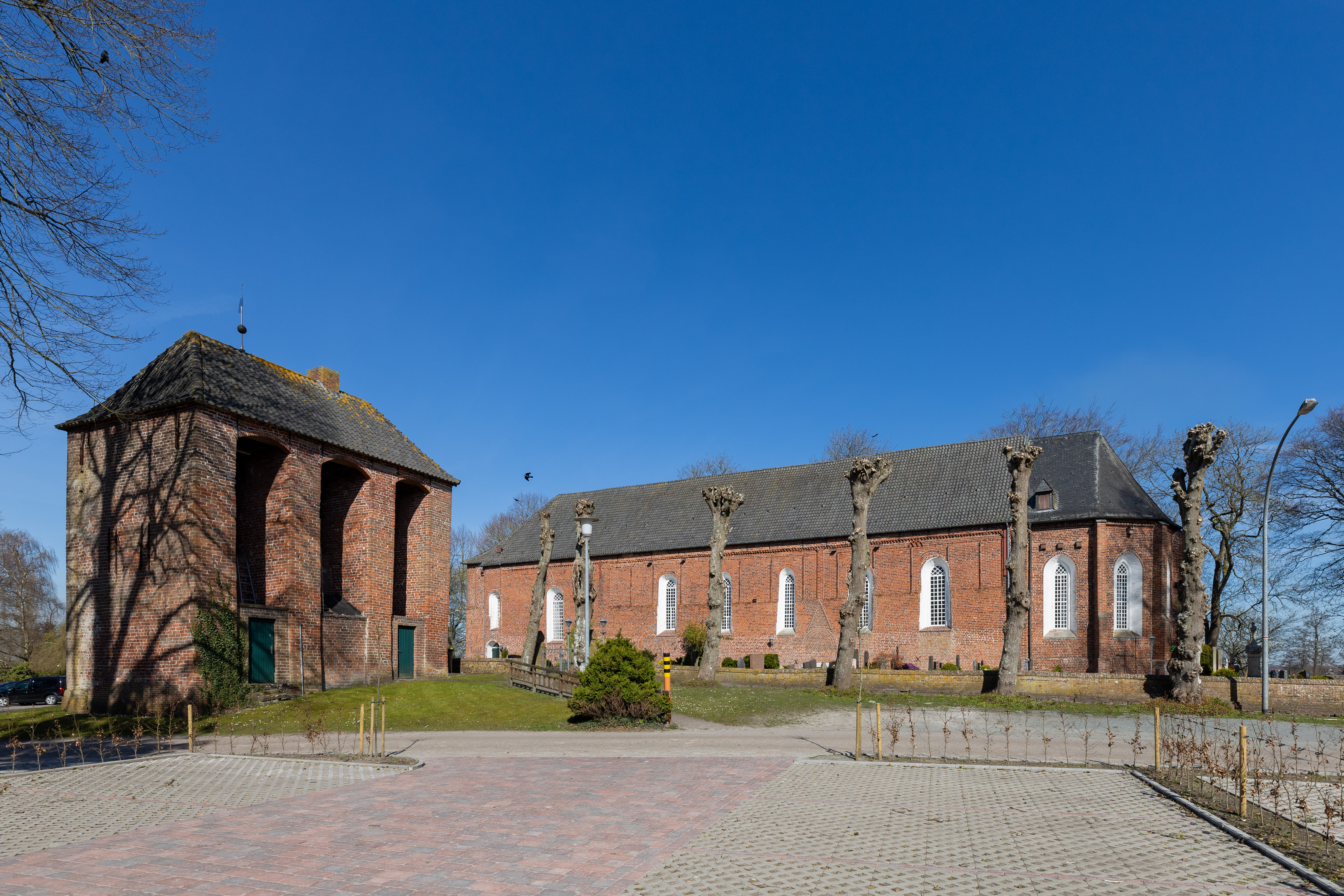
St. Victor – Gesamtansicht

Freistehende Kirchtürme sind typisch für Kirchbauten in Ostfriesland aus dieser Zeit. Vermutlich wurden die Glockenhäuser neben die Kirchen gesetzt, um deren Mauern, die auf dem weichen Boden der Warften errichtet wurden, vor den Schwingungen der schweren Glocken zu schützen.

### Ausstattung

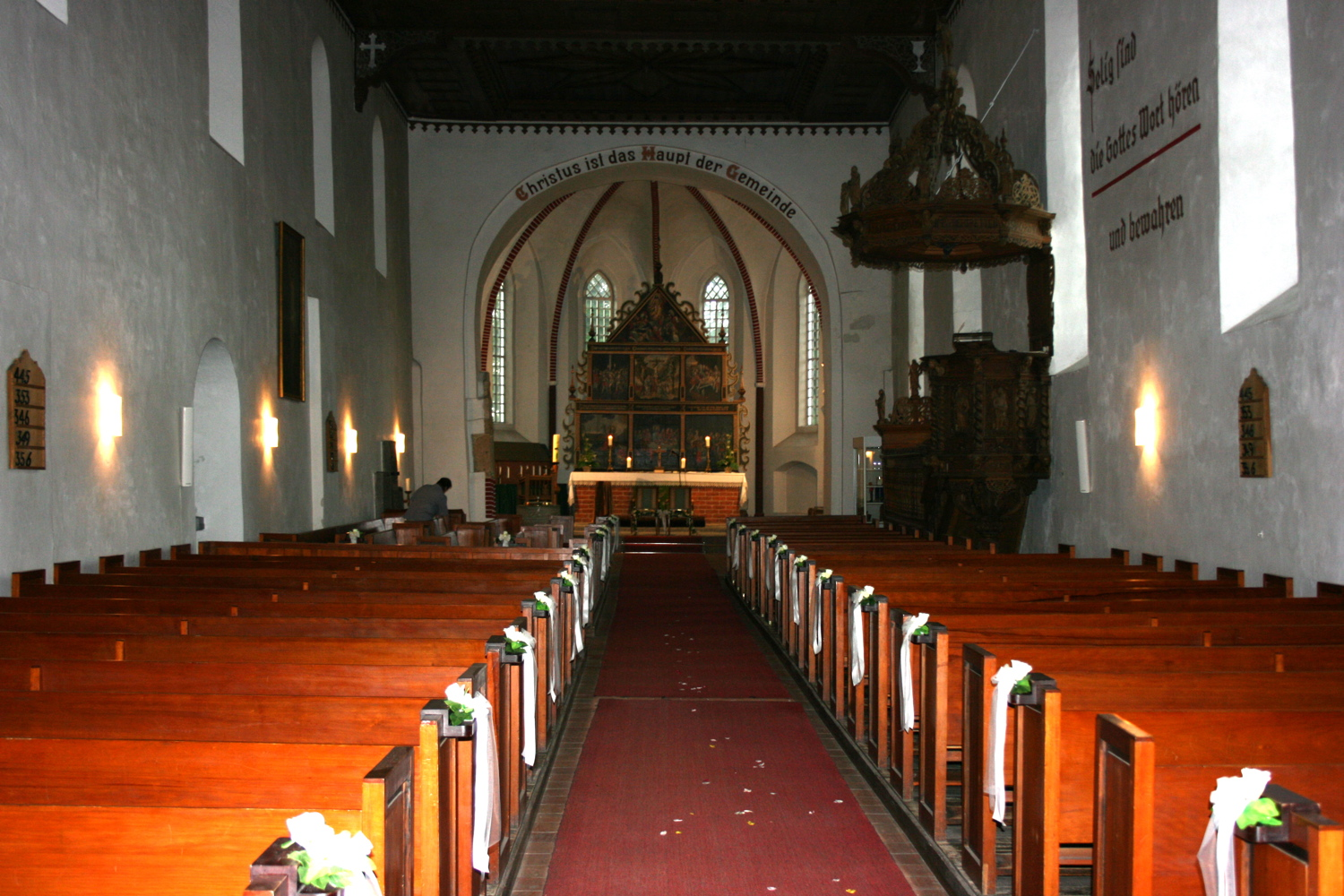
Innenraum

Die St.-Victor-Kirche bietet heute etwa 1000 Sitzplätze. Im östlichen Teil des Langhauses kann man noch den romanischen Ursprung des Gebäudes erkennen. Er entspricht dem Typ des einräumigen, langgestreckten Kirchenraumes mit Hochfenster und Flachdecke, der in der ersten Hälfte des 13. Jahrhunderts in Ostfriesland üblich war. Die Seitenwände sind horizontal unterteilt, was die Längsrichtung des ursprünglich 30 Meter langen Innenraums unterstreicht. Das Ostende des Innenraumes wird betont durch den weit gespannten Rundbogen (Triumphbogen) der früheren, im 15. Jahrhundert abgebrochenen Apsis.

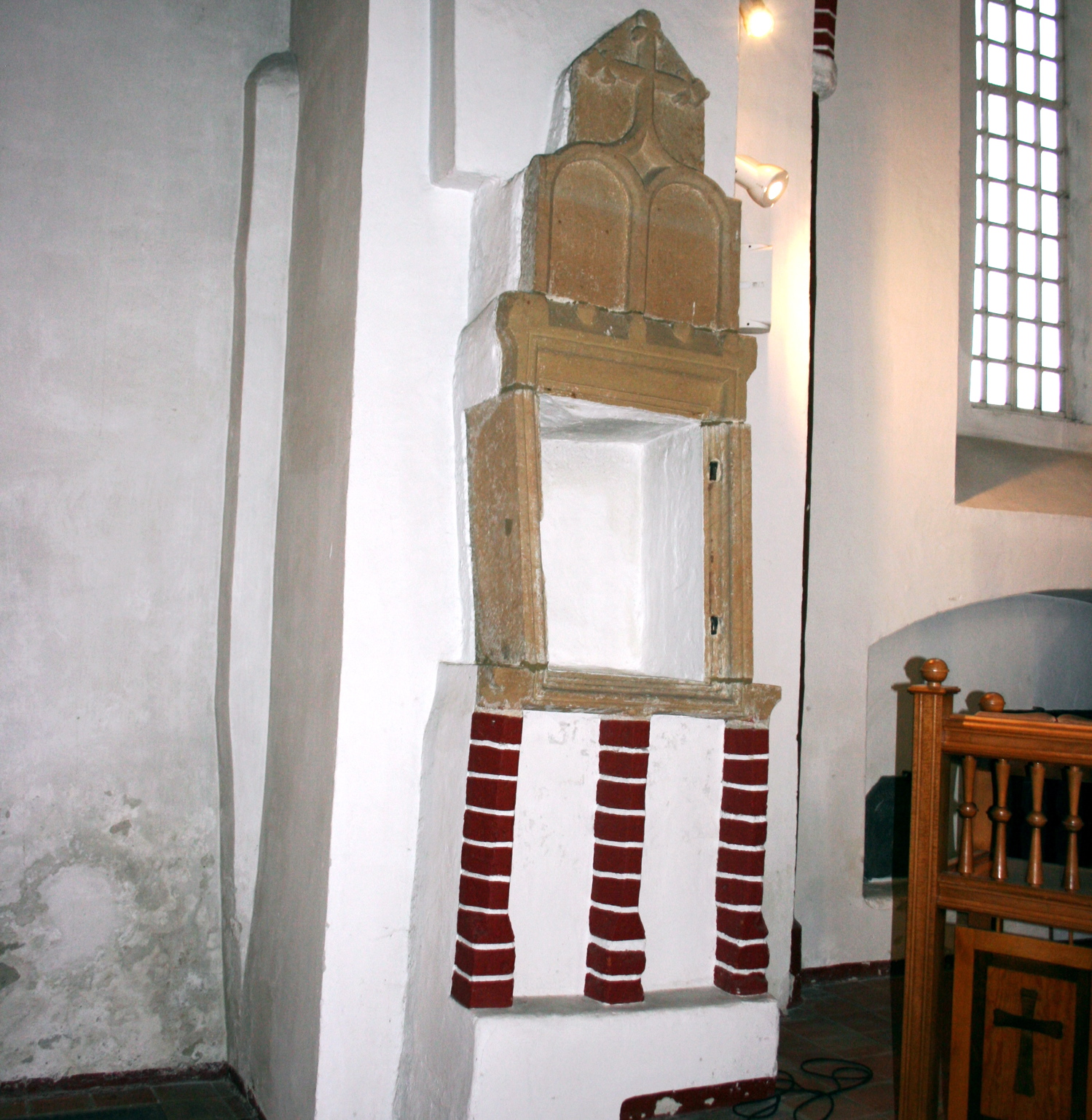
Sakramentsschrein

Aus vorreformatorischer Zeit ist ein Sakramentsschrein erhalten geblieben. Er befindet sich an der Nordseite des Triumphbogens.
Die aufwändig gestaltete Holzdecke der Kirche wurde 1867/68 vom Dorftischler Dannholz eingezogen. Im 18. und 19. Jahrhundert wurde der Innenraum mehrfach umfassend renoviert und umgestaltet.
Die beiden Messingkronleuchter stammen aus dem Jahr 1744 und aus dem ausgehenden 19. Jahrhundert. Sie sind noch in ihrer ursprünglichen Form mit Kerzen bestückt. Daneben erinnern mehrere wappengeschmückte Grabsteine an frühere Grablegen im Chor.

#### Altar und Kanzel

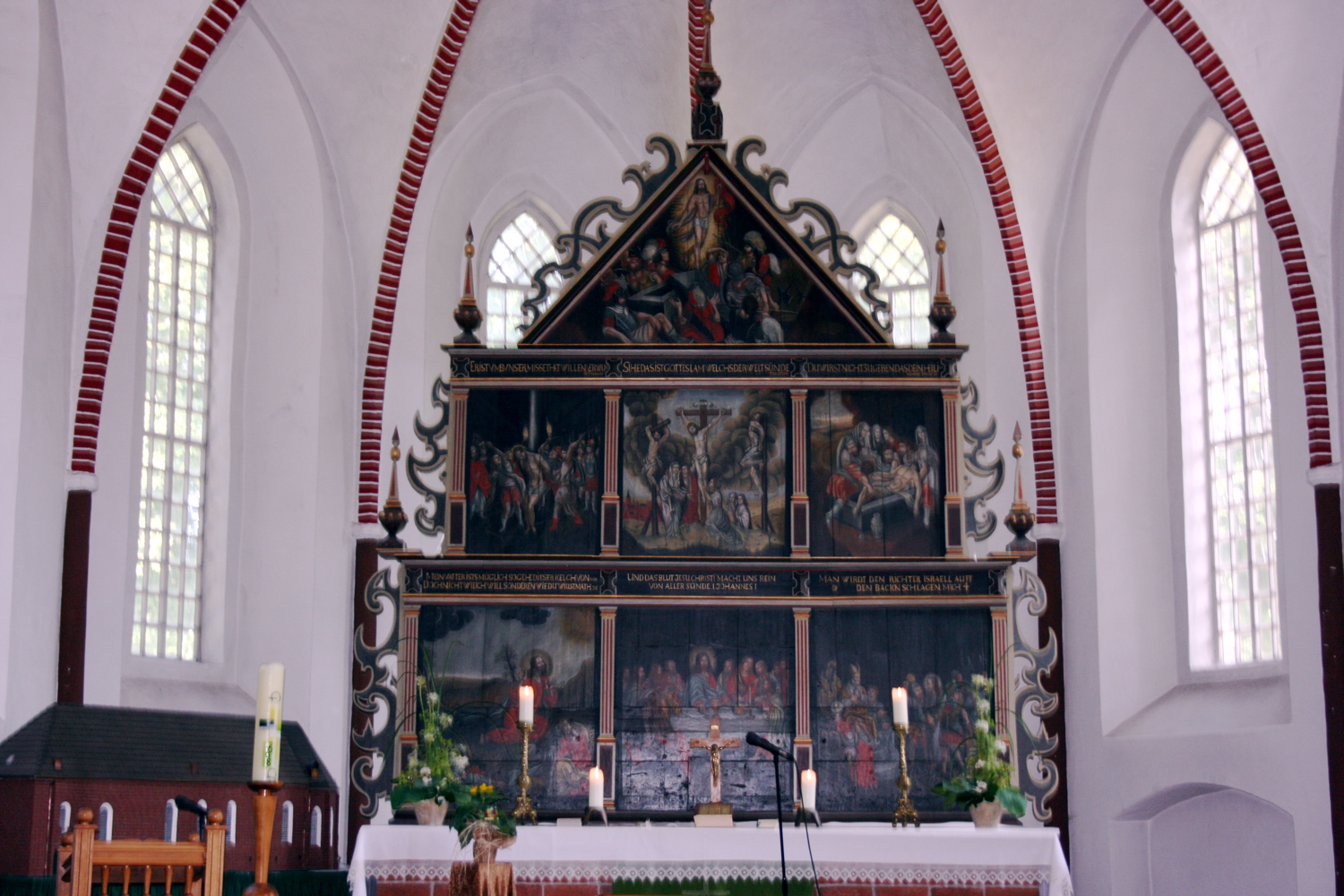
Altar

Am östlichen Ende steht mittig der 1657 von Meister Marten gestaltete Altar. Auf sieben Gemälden werden hier Szenen aus der Passion Christi gezeigt. Bei der Neugestaltung des Altars verwendete Marten Teile des spätgotischen Hauptaltars wieder.
Die Barockkanzel aus dem Jahr 1697 wurde in der Werkstatt des Meisters der Holzschneidekunst Hinrich Cröpelin in Esens gefertigt. Der Kanzelkorb zeigt Apostelfiguren mit ihren Attributen.

#### Taufstein

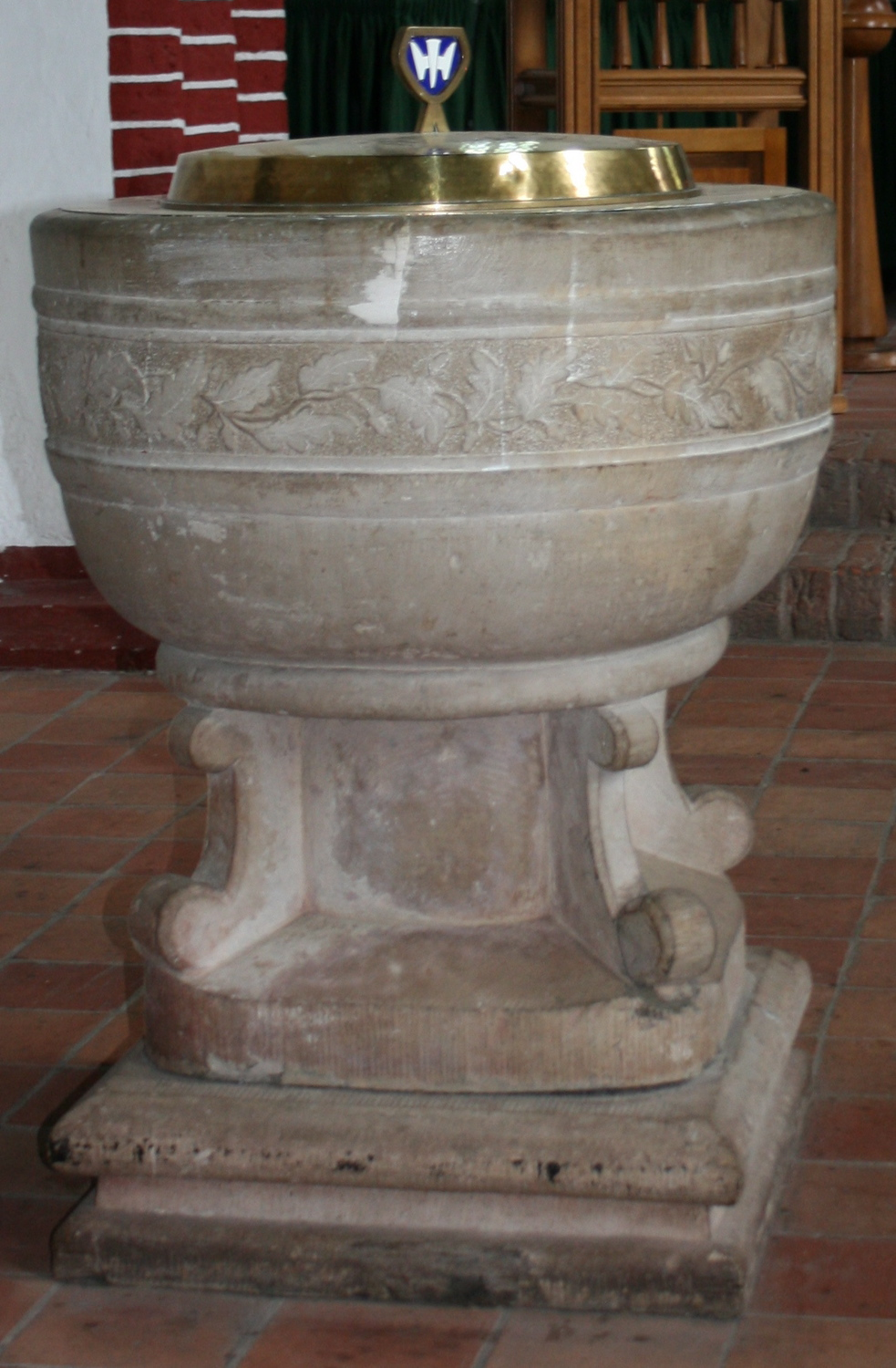
Taufstein

Der Taufstein entstammt vorreformatorischen Zeiten. Er wurde, wie so viele Taufsteine in Ostfriesland, im  13. Jahrhundert aus Bentheimer Sandstein geschaffen. Ursprünglich trugen vier steinerne Tierfiguren den Taufstein. Im Laufe der Jahrhunderte wurde der Taufstein mehrfach umgearbeitet und dabei stark verändert, zuletzt 1868. Hierbei wurde in der Werkstatt des Steinmetzen Niehaus in Emden am oberen Rand ein Eichenfries angebracht und die Tierfiguren  am Schaft wurden begradigt. Seither zeigt sich das Taufbecken in seiner heutigen becherartigen Form.

#### Orgel
Erstmals ist eine Orgel für das 16. Jahrhundert nachweisbar. Sie wurde von einem unbekannten Meister errichtet und durch Truppen des Feldherren Peter Ernst II. von Mansfeld im Dreißigjährigen Krieg zerstört. Von 1660 bis 1665 wurde sie wieder hergerichtet. 1817 bis 1818 wurde ein neues Instrument durch den Orgelbauer Johann Gottfried Rohlfs aus Esens angefertigt. Dieses wurde von 1909 bis 1910 durch einen Neubau der Werkstatt Orgelbaufirma P. Furtwängler & Hammer (Hannover) ersetzt, wobei der Orgelprospekt von 1818 erhalten blieb. 1966 bis 1969 wurde die heute vorhandene zweimanualige Orgel mit 15 Registern von Hermann Hillebrand hinter den alten Prospekt von 1818 eingebaut.

#### Glocken
Das Geläut der Kirche besteht seit der Errichtung des Glockenhauses im Jahre 1873 aus drei Glocken. Während des Zweiten Weltkrieges mussten die Norder- und die Süderglocke für die Herstellung von Kriegsmaterial abgeben werden und wurden eingeschmolzen. Sie wurden 1973 von der  Heidelberger Glockengießerei ersetzt.
Erhalten blieb die im mittleren Joch aufgehängte 1.750 kg schwere St.-Victor-Glocke, die um 1425 gegossen wurde. 2005 wurde sie aufwändig repariert.
| Glocke | Name         | Gussjahr | Gießer                       | Durchmesser | Masse ≈  | Schlagton (HT-1⁄16) |
| ------ | ------------ | -------- | ---------------------------- | ----------- | -------- | ------------------- |
| 1      | Victorglocke | um 1425  | Meister Gerhardus            | 1.475 mm    | 1.700 kg | c′ +7               |
| 2      | Süderglocke  | 1973     | Heidelberger Glockengießerei | 1.200 mm    | 1.100 kg | e′                  |
| 3      | Norderglocke | 1973     | Heidelberger Glockengießerei | 1.052 mm    | 0.800 kg | fis′                |

## Die Kirchengemeinde Victorbur
Die evangelisch-lutherische Kirchengemeinde Victorbur gehört zum Kirchenkreis Aurich im Sprengel Ostfriesland-Ems der Evangelisch-lutherischen Landeskirche Hannovers. Mit rund 6200 Gemeindegliedern, die in acht Ortsteilen leben, ist sie eine der größten Landgemeinden Ostfrieslands.